# ビノレルビン
ビノレルビン (Vinorelbine) とは、植物由来のビンカアルカロイド系抗悪性腫瘍剤（抗がん剤）。フランスの製薬会社であるピエールファーブルメディカメンで開発された。投与は二酒石酸塩で行われる。商品名はナベルビン注（販売:協和発酵キリン株式会社）。VNRの略号で表されることがある。

## 効果・効能
- 手術不能または再発乳癌
  1. 本剤の術前・術後化学療法における有効性および安全性は確立していない（使用経験がない）。
  2. 本剤の投与を行う場合には、アントラサイクリン系抗悪性腫瘍剤およびタキサン系抗悪性腫瘍剤による化学療法後の増悪もしくは再発例を対象とすること。
  3. 初回化学療法における本剤を含む他の抗悪性腫瘍剤との併用療法に関して、有効性および安全性は確立していない。
- 非小細胞肺癌

## 重大な副作用
骨髄機能抑制、間質性肺炎、肺水腫（0.1%未満）、気管支痙攣（0.1%未満）、麻痺性イレウス、心不全、心筋梗塞（0.1%未満）、狭心症（0.1%未満）、ショック（0.1%未満）、アナフィラキシー様症状（0.1%未満）、肺塞栓症、抗利尿ホルモン不適合分泌症候群（SIADH）、急性腎不全、急性膵炎（0.1%未満）。

## 作用機序
有糸分裂微小管の構成タンパク質であるチューブリンに選択的に作用し、その重合を阻害することにより抗腫瘍効果を示す。

## 参考資料
- 『ナベルビン注10, 40』医薬品インタビューフォーム・2005年8月作成（協和発酵工業）